# Holobomolochus confusus
Holobomolochus confusus är en kräftdjursart som först beskrevs av Jan Hendrik Stock 1953.  Holobomolochus confusus ingår i släktet Holobomolochus och familjen Bomolochidae. Arten är reproducerande i Sverige. Inga underarter finns listade i Catalogue of Life.